# Domino Theory
Albums de Weather Report
Procession
(1983) Sportin' Life
(1985)
Domino Theory est le onzième album studio du groupe Weather Report paru en 1984 sur le label Columbia Records. La section rythmique formée par le batteur Omar Hakim et le contrebassiste Victor Bailey était déjà présente sur Procession, le précédent album.

## Titres
Les titres sont composés par Zawinul, sauf indications.
1. Can It Be Done (Wilson Tee) – 4:02
2. D Flat Waltz – 11:10
3. The Peasant – 8:16
4. Predator (Wayne Shorter) – 5:21
5. Blue Sound - Note 3 – 6:52
6. Swamp Cabbage (Wayne Shorter) – 5:22
7. Domino Theory – 6:09

## Enregistrement
L'enregistrement s'est déroulé en 1983 et 1984 à plusieurs endroits; au Kosei Nenkin Hall à Osaka au Japon, au The Music Room à Pasadena (Californie), au The Sound Castle à Los Felitz (Californie).
- Josef Zawinul - claviers
- Wayne Shorter - saxophones
- Victor Bailey - basse
- Omar Hakim - batterie
- José Rossy - percussion
- Carl Anderson - chant sur "Can It Be Done"